# Симфонічний концерт для фортепіано з оркестром (Фуртвенглер)
Симфонічний концерт для фортепіано з оркестром (нім. Sinfonisches Konzert für Klavier und Orchester) сі мінор — музичний твір (фортепіанний концерт) Вільгельма Фуртвенглера, створений між 1924 і 1937 роками. Прем'єра твору відбулася у Мюнхені 26 жовтня 1937 року у виконанні Берлінського філармонічного оркестру під орудою автора та Едвіна Фішера в ролі соліста. У січні 1939 року концерт транслювався по радіо; цей запис зберігся як єдиний повний запис оригінальної версії концерту.
Твір складається з трьох частин: перша частина (Schwer, pesante в сі мінор) написана у розширеній сонатній формі тривалістю понад 30 хвилин. Друга частина, Adagio solenne в ре мажор, зазнала впливу музики Брукнера та Брамса; її тривалість становить приблизно 11 хвилин. Остання частина (Allegro moderato) написана у вільній формі з елементами рондо та триває близько 20 хвилин. Твір завершується дуже тихо, у темному і похмурому настрої.
Через неоднозначне сприйняття та технічні труднощі Симфонічний концерт Фуртвенглера рідко виконувався публічно. До його публікації у Вісбадені в 1954 році у партитуру було внесено значні зміни. З того часу виконується ця відредагована версія. Концерт також був опублікований у критичному виданні під редакцією Георга Александера Альбрехта. Також було опублікувано аранжування концерту для двох фортепіано.
Серед відомих прихильників цього твору були Пауль Бадура-Скода, Даніель Баренбойм, Андраш Шифф, Костянтин Щербаков, Герхард Опіц, Ерік Тен-Берг, Ґерґей Боґаньї, Дагмар Белла, Гомеро Франчеш, Такахіро Сонода та Девід Лайвлі.